# Robert W. Scott
Robert Walter "Bob" Scott (Haw River, 13 de Junho de 1929 - Haw River, 23 de Janeiro de 2009) foi o 69º Governador do estado da Carolina do Norte de 1969 a 1973. Nasceu e morreu em Haw River, Carolina do Norte.
Filho do Governador da Carolina do Norte W. Kerr Scott e o neto e sobrinho de legisladores do estado, Scott era um fazendeiro antes de ser eleito para o cargo de vice-governador em 1964 e a de governador em 1968. Em Maio de 1969, durante seu mandato como governador, houve uma violência racial na Universidade Agrícola e Técnica do Estado da Carolina do Norte, uma universidade predominantemente negra em Greensboro, resultou em morte de um estudante e um guarda nacional ferido, cinco policiais de Greensboro e dois estudantes.
Impedido constitucionalmente de recorrer outro mandato, mais tarde trabalhou como co-presidente da Comissão Regional dos Apalaches e como Presidente do Sistema de Universidade Comunitária da Carolina do Norte, de 1983 até 1995. Sem sucesso, Scott concorreu a governador em 1980, perdendo nas primárias Democratas para Jim Hunt.
Sua filha, Meg Scott Phipps trabalhou como Comissária de Agricultura da Carolina do Norte de 2001 a 2003.
Scott foi homenageado em 2008 pela Sociedade da Carolina do Norte pela preservação de arquivos do estado e artefatos históricos e seus esforços para aumentar a notoriedade da história do estado.
Scott morreu em 2009 com 79 anos e está enterrado no Cemitério da Igreja Presbiteriana Hawfields em Mebane, Carolina do Norte.
A fazenda e o local de nascimento de seu pai, Fazenda Kerr Scott, foi adicionado ao Registro Nacional de Lugares Históricos em 1987.